# Hits Different
"Hits Different" é uma canção da cantora e compositora norte-americana Taylor Swift, presente em seu décimo álbum de estúdio Midnights (2022). Originalmente, a canção foi incluída como uma faixa bônus exclusiva da edição Lavender de Midnights, lançada apenas no formato de CD em 21 de outubro de 2022. A faixa então foi lançada para streaming e download em 26 de maio de 2023, como parte da edição Til Dawn do álbum. Escrita e produzida por Swift, Jack Antonoff e Aaron Dessner, suas letras refletem sobre um relacionamento anterior e contêm referências a algumas das outras canções de Swift. Os críticos elogiaram o tom humorístico de suas letras e acharam a produção cativante.
Após seu lançamento para streaming, "Hits Different" alcançou o top 20 na Austrália, Canadá, Irlanda, Nova Zelândia, Filipinas, Singapura e Reino Unido. Nos Estados Unidos, atingiu a 27ª posição da Billboard Hot 100 e a 18ª posição da tabela Global 200. Swift cantou "Hits Different" ao vivo no último show de Chicago na The Eras Tour, durante o ato das canções surpresas.

## Antecedentes e gravação
Swift anunciou seu décimo álbum de estúdio durante o MTV Video Music Awards de 2022 em 28 de agosto de 2022. Ela posteriormente revelou o título do álbum, Midnights, e sua arte de capa nas redes sociais, porém não divulgou a lista de faixas de imediato. Em um vídeo publicado em seu Instagram em 6 de setembro, intitulado "The making of Midnights", Swift revelou que Jack Antonoff, com o qual ela já havia trabalhado antes em seus álbuns de estúdio desde 1989 (2014), era um produtor do álbum. Eles escreveram e produziram "Hits Different" junto de Aaron Dessner, que colaborou com Swift em Folklore e Evermore (ambos de 2020). Tanto Antonoff quanto Dessner são os responsáveis pela instrumentação da faixa, colocando uma gama de guitarras e sintetizadores na mixagem, sendo que o primeiro também tocou percussão, baixo e piano. Outros músicos incluíram James McAlister, Sean Hutchinson, Evan Smith e Thomas "Doveman" Bartlett. A canção foi gravada ao longo de cinco estúdios de gravação localizados nos Estados Unidos: Conway Recording e Sharp Sonics em Los Angeles, Electric Lady, Rough Costumer e Long Pond em Nova York. A mixagem foi realizada por Serban Ghenea com assistência de Bryce Bordone no MixStar Studios em Virginia Beach, e a masterização foi feita por Randy Merrill no Sterling Studios em Edgewater, New Jersey.

## Música e letra
"Hits Different" possui três minutos e 54 segundos de duração. Em um artigo publicado no Business Insider, as escritoras Callie Ahlgrim e Courteney Larocca descreveram a paisagem sonora de "Hits Different" como "calorosa e triunfante como uma montagem sobre se apaixonar ou encontrar a liberdade em uma cidade grande", embora represente uma reflexão sobre um relacionamento passado. Rob Sheffield, da Rolling Stone, disse que a música apresenta muitas "guitarras de rock da Califórnia beijadas pelo sol". Larocca a descreveu como uma canção que evoca o som country pop do final dos anos 1990 e início dos anos 2000 por atos country como Shania Twain, Alanis Morissette e Faith Hill. Para Jason Lipshutz da Billboard, a "guitarra cintilante e a emoção efervescente" criam "uma sensação de desejo de viajar" que lembra o álbum de Swift de 2012, Red. A "exibição bêbada de coração partido" na música foi comparada a "Death by a Thousand Cuts" de seu álbum Lover de 2019, e a comicidade da letra foi comparada ao single de Drake de 2011, "Marvins Room", por críticos musicais.

## Lançamento e promoção
Em 13 de outubro de 2022, a Target Corporation anunciou sua versão exclusiva de Midnights, no formato CD, que foi comercializada sob o título Lavender Edition internacionalmente, incluindo três faixas bônus: "Hits Different" e remixes de "You're on Your Own, Kid" e "Sweet Nothing". Em 24 de maio de 2023, a cantora anunciou a edição Til Dawn de Midnights, que seria lançada nas plataformas digitais em dois dias, incluindo "Hits Different" e remixes de "Karma" de "Snow on the Beach". O último lançamento fez com que "Hits Different" pudesse entrar nas tabelas musicais, resultando na sua estreia na 27ª posição da Billboard Hot 100. A canção também entrou em outras tabelas administradas pela Billboard, entre elas Canadian Hot 100 (19), Global 200 (18), e Philippines Songs (8). Ademais, alcançou a 18ª colocação da UK Singles Chart e o número 16 na ARIA Singles Chart.